# Tropidophorus grayi
Tropidophorus grayi — вид сцинкоподібних ящірок родини сцинкових (Scincidae). Ендемік Філіппін. Вид названий на честь британського зоолога Джона Едварда Грея.

## Поширення і екологія
Tropidophorus grayi мешкають на півдні острова Лусон та на островах Полілло, Масбате, Панай, Негрос, Себу, Катандуанес, Лейте і Самар в центральній частині Філіппінського архіпелагу. Вони живуть у вологих тропічних лісах, на берегах струмків. Зустрічаються на висоті до 800 м над рівнем моря. Ведуть напівводний спосіб життя. Живляться черв'яками, комахами, равликами, слимаками і дрібною рибою.